# Jezernice (potok)
Jezernice (někdy nazývaný také jako Jezerský potok, německy Jezerbach) je potok, který "dal jméno" obci Jezernice, přes kterou protéká. Pramení v Oderských Vrších, teče přes údolí Peklo a vlévá se do řeky Bečvy.

## Geografie
Jezernice pramení v Oderských vrších (součást Nízkého Jeseníku), u vesnice Kozlov, blízko silnice Velký Újezd-Potštát poblíž vrcholu Zelený kříž ve výšce asi 646 m n. m. Pramen Jezernice je vzdušnou čarou přibližně 3,2 km od pramene řeky Odry, avšak Jezernice již patří do povodí řeky Bečvy. U pramene, blízko cesty, je dřevěný přístřešek, avšak skutečný pramen je v mokřadu na opačné straně cesty. 
Horní část toku Jezernice se v minulém století nacházela ve vojenském újezdu Libavá v oblasti s uvolněným režimem. V současnosti, po změně rozlohy vojenského újezdu Libavá, Jezernice již není součástí vojenského újezdu Libavá.
Na horní části toku potoka se nachází hraniční kámen z r. 1735.
Jezernice nejprve teče k východu až severovýchodu lesy a zpočátku klesá poměrně mírně. Po asi 1,5 km toku se stáčí k jihovýchodu až jihu (poblíž lokality U oběšených) a začíná klesat strměji hlubokým údolím přes Malinový Žleb a  Peklo (podle stejnojmenné hájovny a osady, která se nachází níže v údolí). Po cestě přibírá několik přítoků, zprava např. Černý potok a Srnkov (ostatní přítoky jsou bezejmenné) a protéká pod hradem Drahotuš a Kopánkami (masiv Obírky).  
Po cca 8 km toku, se Jezernice dostává mimo zalesněné Oderské vrchy a dále protéká kulturní krajinou, nejdříve přes obec Podhoří a osadu Dolní Mlýny (dnes obojí část obce Lipník nad Bečvou) a přes obec Jezernice. Jezernice pak protéká pod Jezernickým železničním viaduktem a dále u osady zvané Familie, se stáčí k jihozápadu, kde má přirozený charakter neregulovaného toku (rozlévá se na pravou i levou stranu). Východně od Lipníka nad Bečvou (poblíž osady Familie) se vlévá zprava do řeky Bečvy ve výšce asi 232 m n. m.  

## Příroda Jezernice
Ve vodách Jezernice žije pstruh obecný potoční, rak říční, ondatra pižmová aj. V okolí potoka žijí také vzácné druhy hmyzu či obratlovců.
Krajina v horní části toku patří do EVL Libavá a Ptačí oblasti Libavá systému Natura 2000. Lesy v oblasti údolí Peklo mají víceméně přirozenou skladbu a tato oblast patří k nejcennějším v Olomouckém kraji a proto se plánuje jejich ochrana. V horní části toku potoka se vyskytují smrkové olšiny (as. Piceo-Alnetum, v rokli níže po proudu to potom jsou suťové lesy s měsíčnicí vytrvalou (Lunaria rediviva) (as. Lunario-Aceretum). 
Geologickým podložím horním toku Jezernice je souvrství mírně metamorfovaných spodnokarbonských mořských sedimentů flyšového typu (tzv. kulm - převládají jílové břidlice nad hrubozrnějšími drobami). Skalní výchozy zvrásněných vrstevnatých břidlic lze nalézt na zlomových svazích údolí Malinový Žleb a Peklo (např. Čertovy kazatelny). 

## Vodní tok
Na Jezernici bývalo až 9 vodních mlýnů (1x Peklo, 3x Podhoří, 2x Dolní Mlýny a 3x obec Jezernice).
Jezernice zásobuje chátrající rybníky v Dolních Mlýnech a také kdysi byl zdrojem vody pro dnes již neexistující rybníky v obci Jezernice.
V červenci 1997 došlo k rozsáhlým povodním (stoletá až tisíciletá voda), které postihly především Dolní Mlýny a obec Jezernici.
Jezernice je, dle Vyhlášky 178/2012 Sb. Archivováno 15. 3. 2018 na Wayback Machine. Ministerstva zemědělství ČR ustanovena jako významný vodní tok a je zdrojem pitné vody v okolí.
Tok mezi Peklem a Podhořím je územní rezervou uvažované vodní nádrže Podhoří pro akumulaci povrchových vod.

## Další informace
Hranický osvícenec J. H. A. Gallaš nazýval potok Jezernici názvem "Jezernička".,,
V okolí potoka se nacházejí dva bývalé lomy, které jsou nepřístupné.

## Galerie fotografií

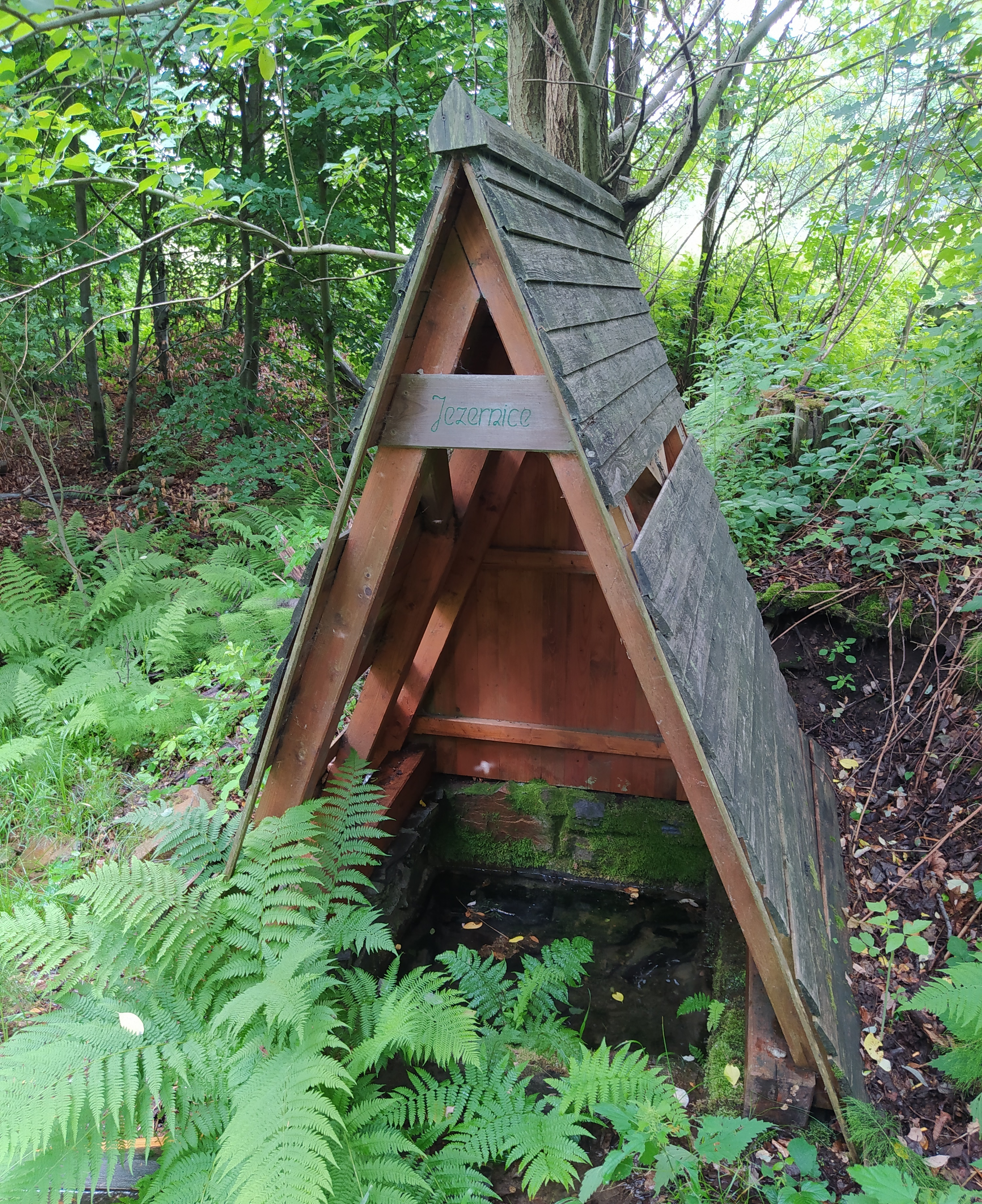
Pramen potoka Jezernice, u Zeleného kříže (červen 2020)
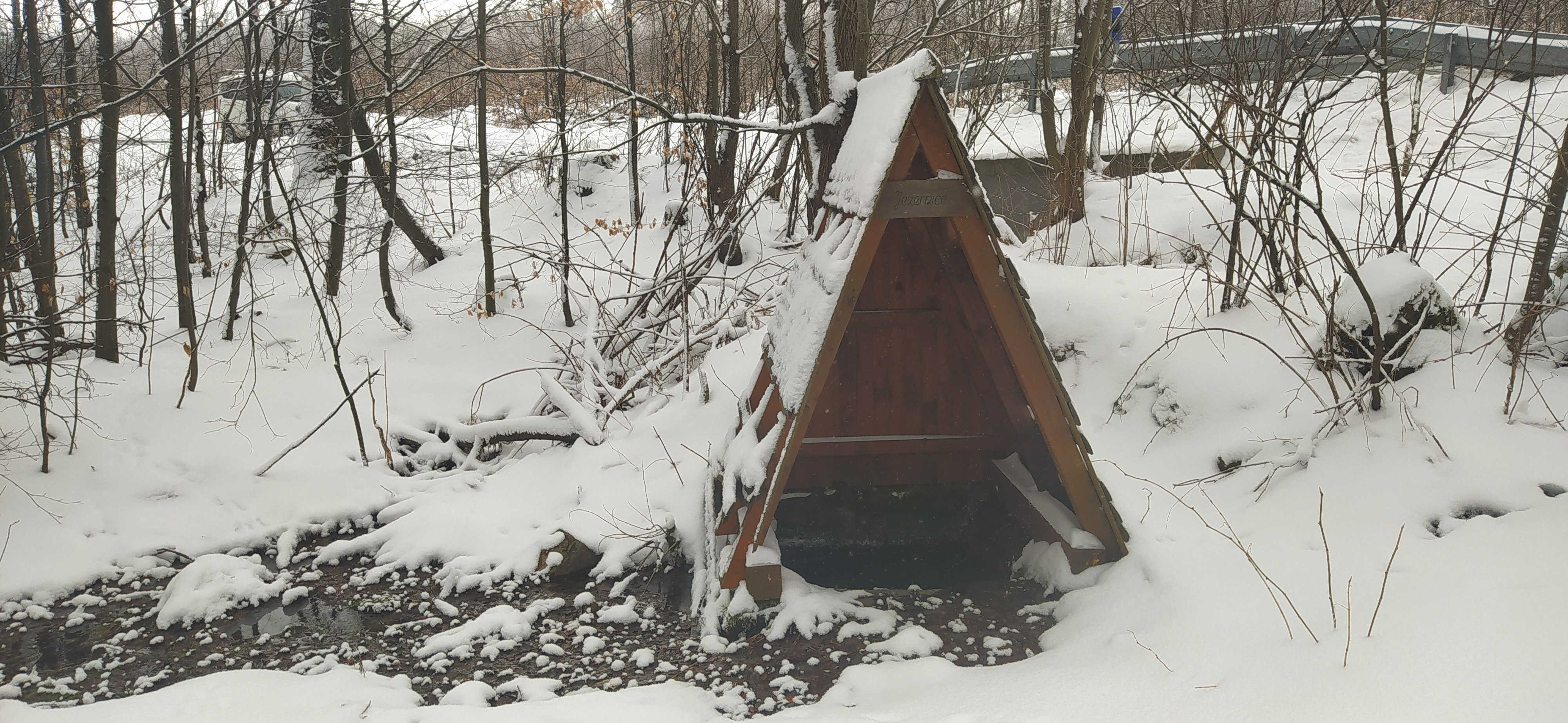
Pramen potoka Jezernice u Zeleného kříže (únor 2021)
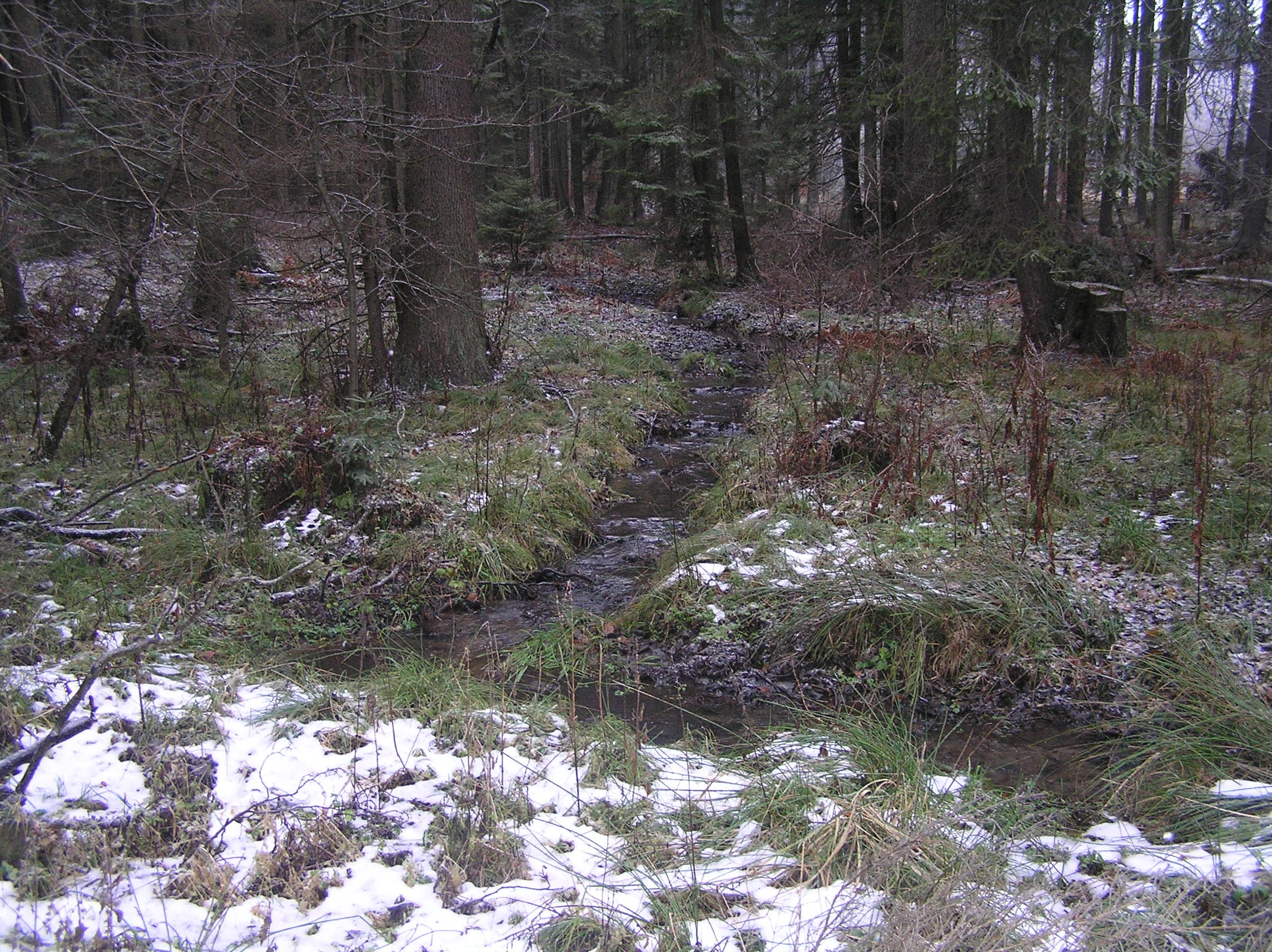
Smrková olšina (as. Piceo-Alnetum) na horním toku potoka Jezernice
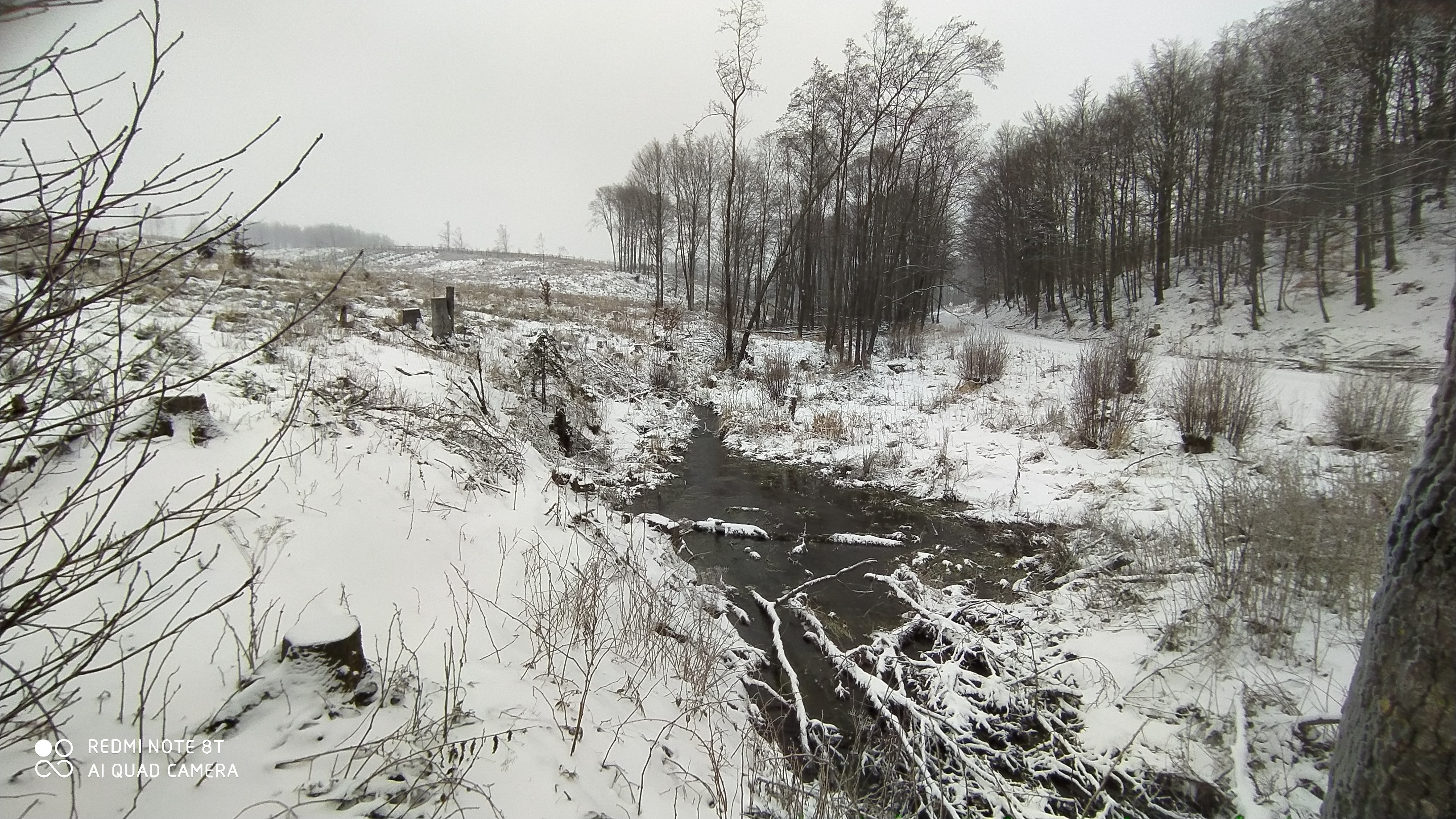
Horní tok potoka Jezernice. V okolí jsou vykácené lesy (Kůrovcová kalamita). V pozadí je vidět lokalita "Anglické parky". Situace v únoru 2021
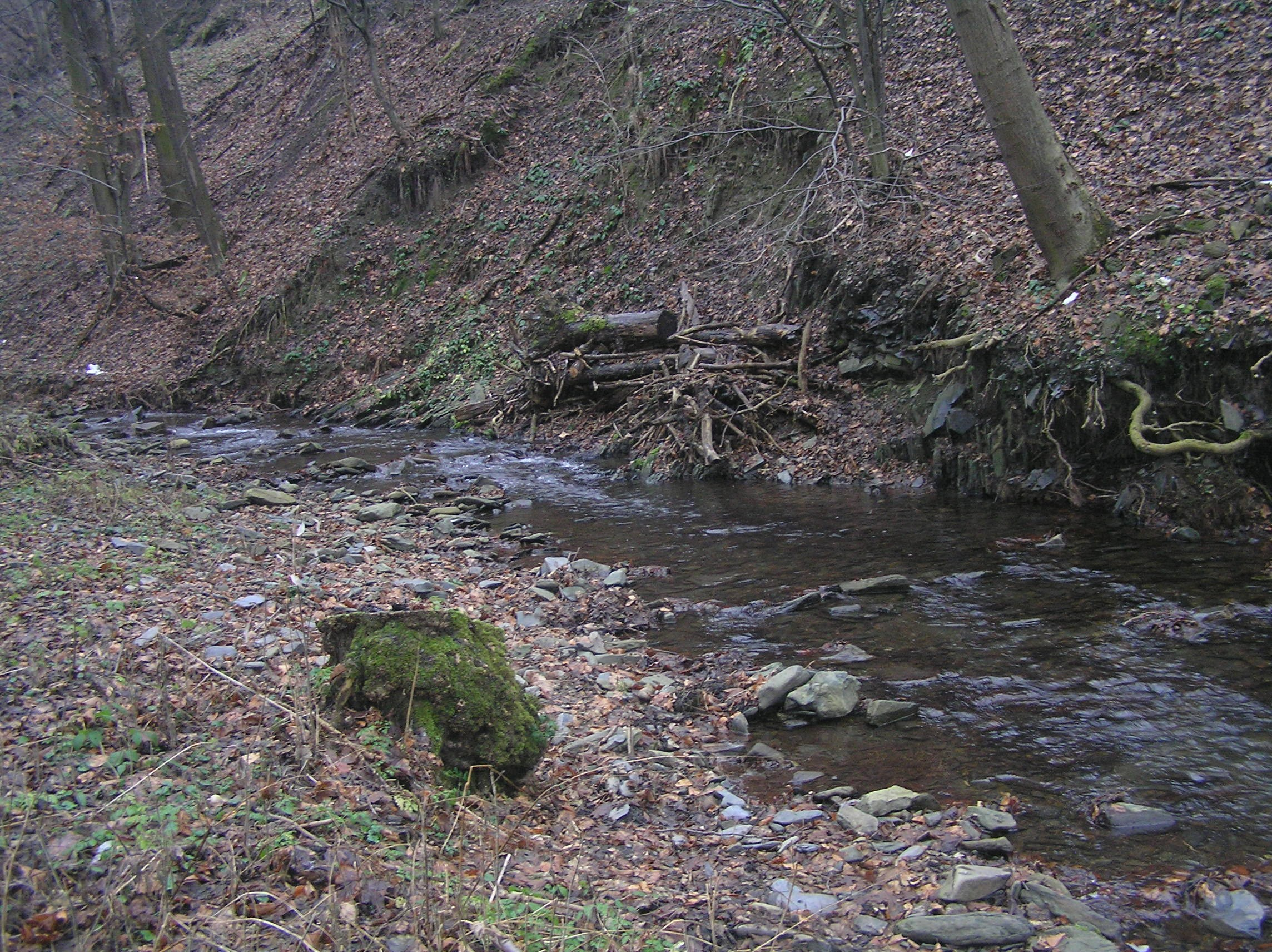
Suťový les (as. Lunario-Aceretum) při horním toku Jezernice
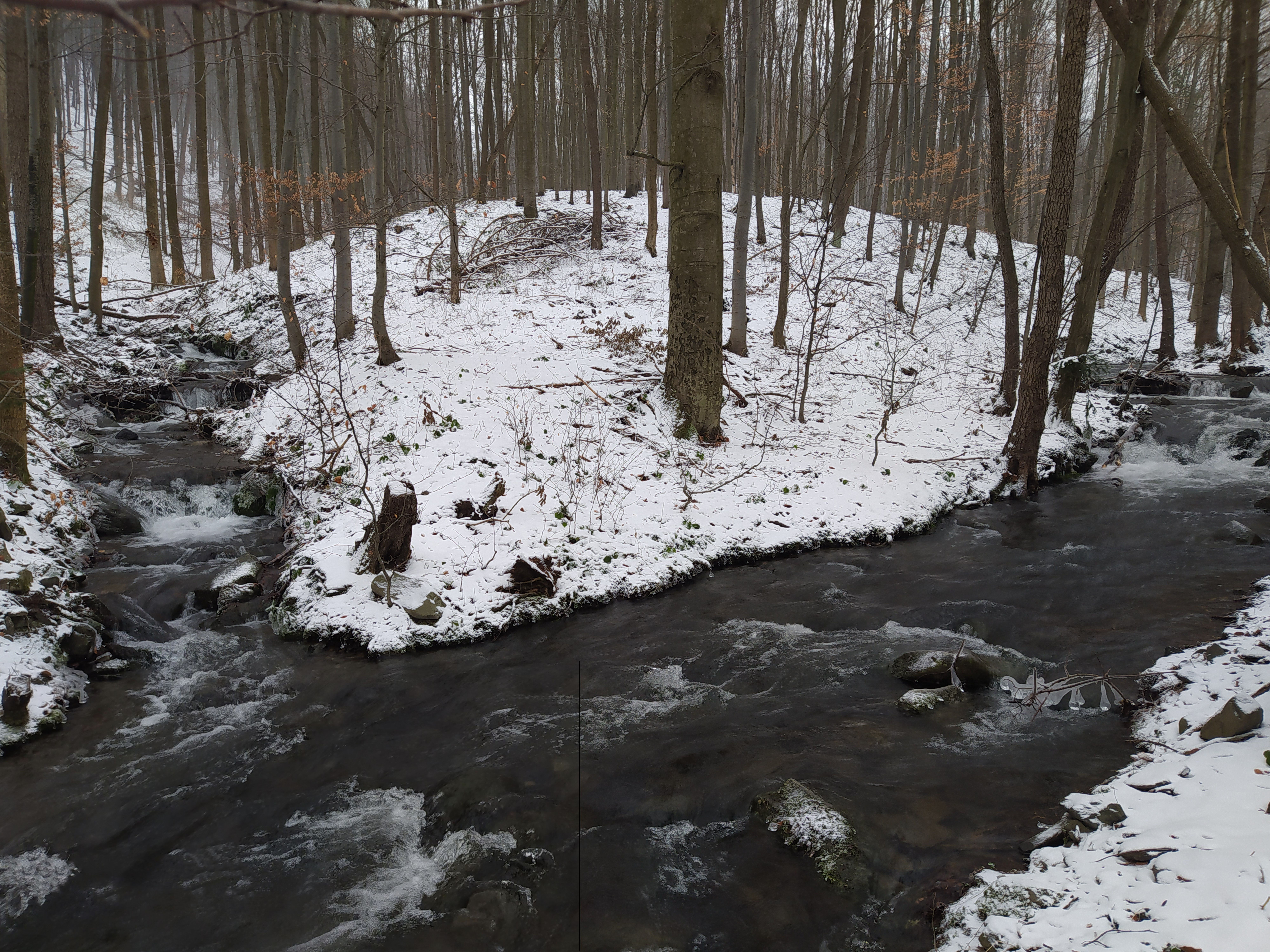
Soutok Černého potoka a Jezernice v lokalitě V Pekle
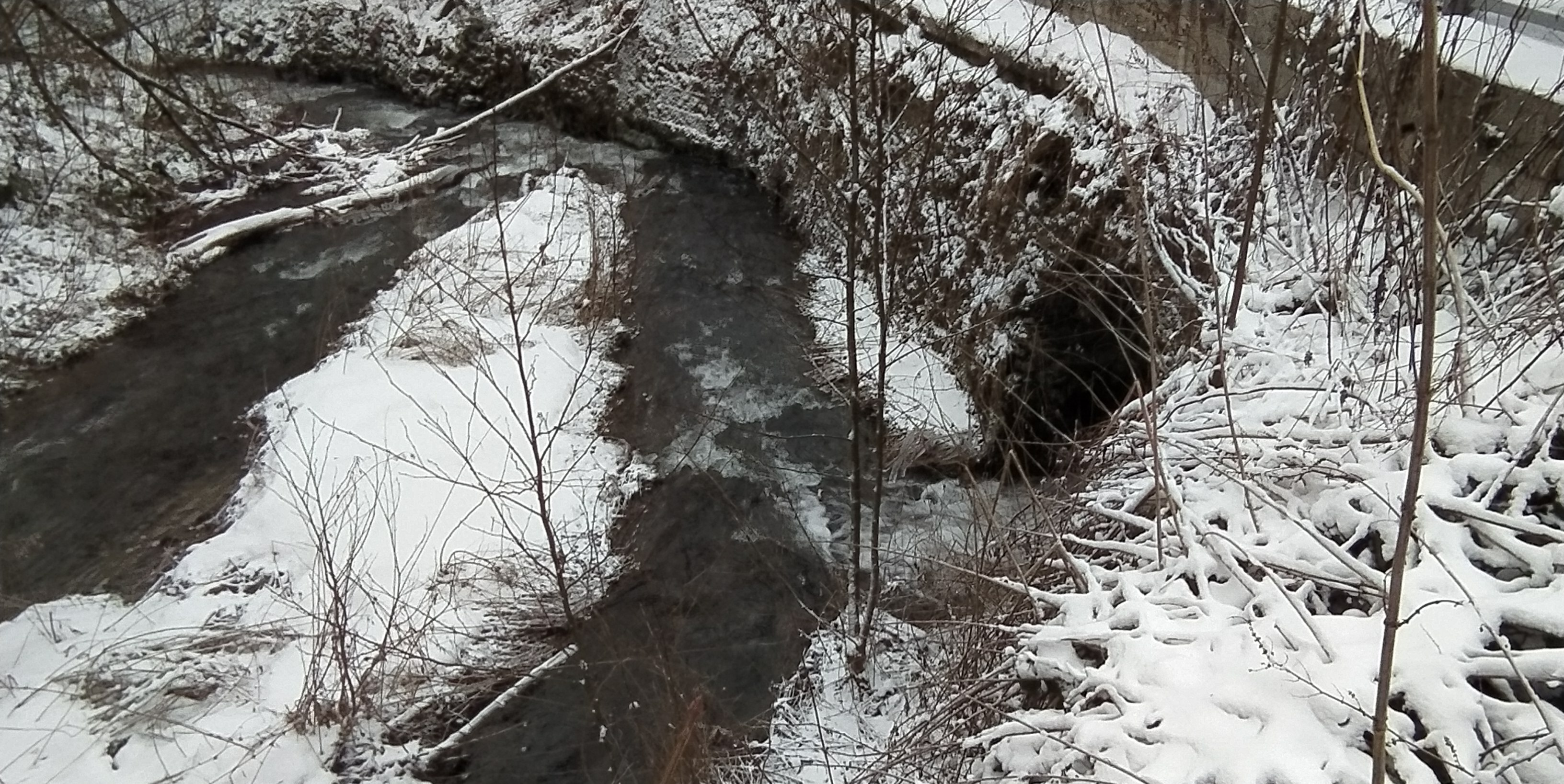
Soutok Srnkova a Jezernice v lokalitě Peklo
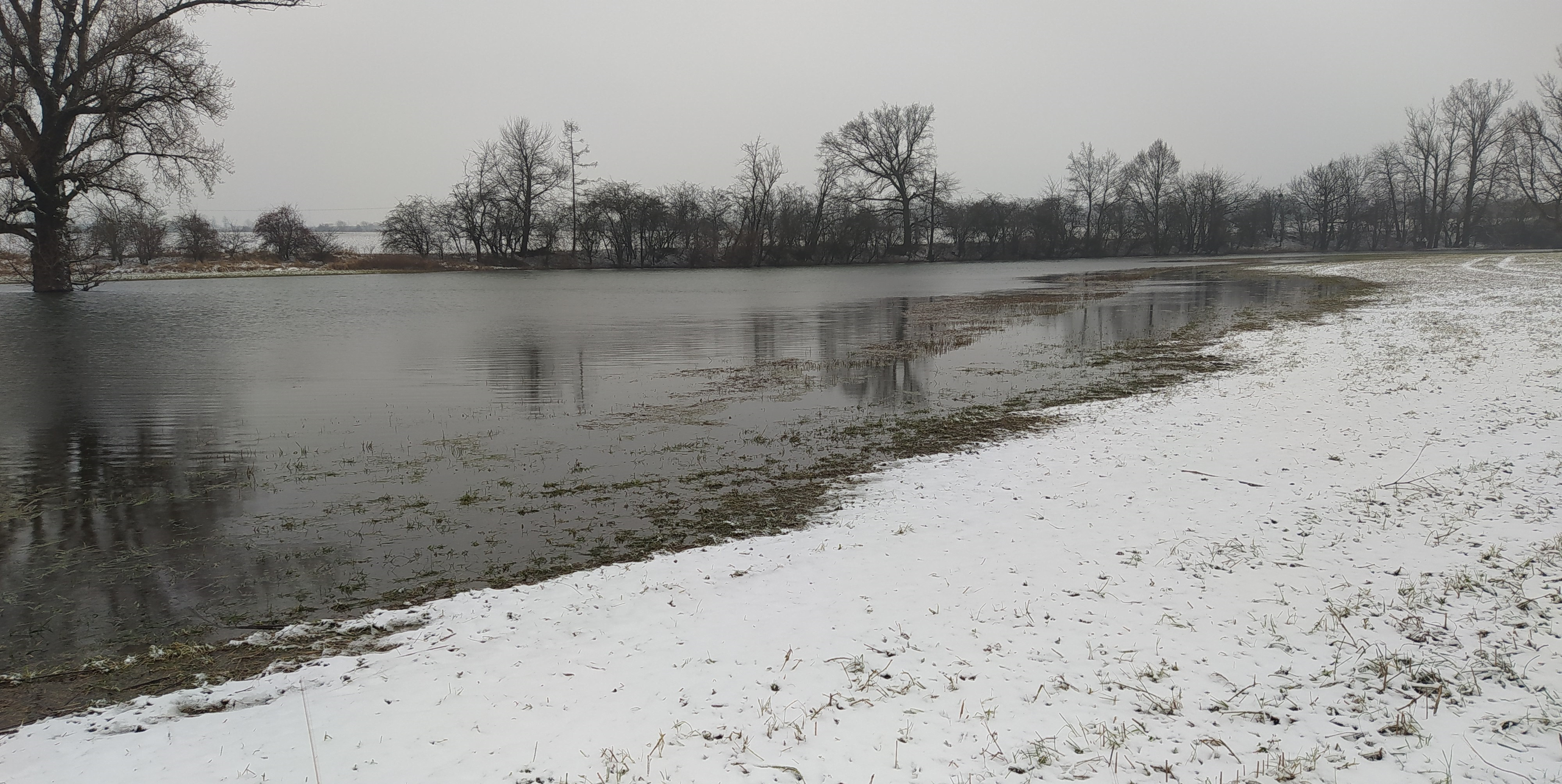
Rozlévání potoka Jezernice poblíž soutoku s řekou Bečvou
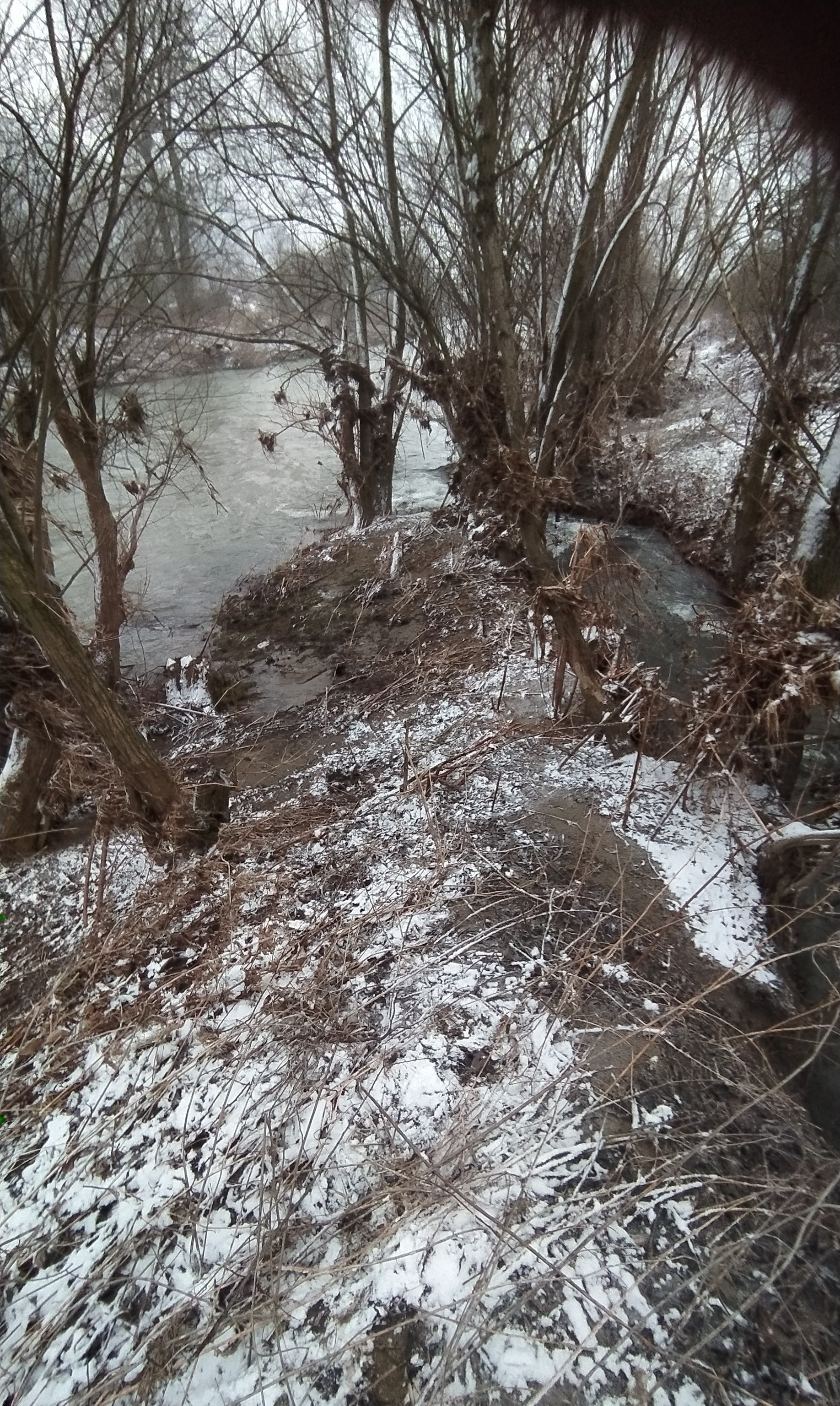
Soutok Jezernice a Bečvy (únor 2021)